# 硫酸乙酯
硫酸乙酯（英語：Ethyl sulfate），又稱硫酸一乙酯、乙基硫酸（英語：sulfovinic acid）等，是一种有机化合物，是乙醇和硫酸生成的两种酯之一，是乙醇生成乙烯的中间产物。